# Ololygon v-signata
Espèce
Synonymes
- Hyla perpusilla v-signata Lutz, 1968
- Scinax v-signatus (Lutz, 1968)
- Hyla perpusilla queimadensis Lutz, 1973

Statut de conservation UICN

 LC  : Préoccupation mineure
Ololygon v-signata est une espèce d'amphibiens de la famille des Hylidae.

## Répartition
Cette espèce est endémique du Brésil. Elle se rencontre entre 600 et 1 200 m d'altitude de Teresópolis dans l'État de Rio de Janeiro à Santa Teresa dans l'État d'Espírito Santo,.

## Publication originale
- Lutz, 1968 : Geographic variation in Brazilian species of Hyla. Pearce-Sellards Series, Texas Memorial Museum, vol. 12, p. 3-13.